# Alfonsina Storniová
Alfonsina Storniová (29. května 1892 Sala Capriasca – 25. října 1938 Mar del Plata) byla španělsky píšící argentinská básnířka narozená ve Švýcarsku v italské rodině. Je řazena k modernismu.

## Život
Narodila se v italsky mluvící rodině v kantonu Ticino, jediném kantonu ve Švýcarsku, kde se mluví italsky. Její otec krátce před jejím narozením otevřel pivovar v argentinském městě San Juan. Roku 1896, v jejích čtyřech letech, rodina odešla do Argentiny, aby tak následovala otce a jeho obchodní zájmy. Roku 1901 se usadili ve městě Rosario.
V roce 1907, ve svých patnácti, se Alfonsina připojila ke kočovné divadelní společnosti. Za rok se vrátila k matce, která se mezitím rozvedla s Alfonsininým otcem. Začala také studovat učitelský seminář. Zároveň začala přispívat do několika novin (Mundo Rosarino, Monos y Monadas, Mundo Argentino). Roku 1912 odešla do Buenos Aires, aby zde v anonymitě velkoměsta porodila nemanželského syna. Živila se pak jako učitelka, posléze i prodavačka, stále ale také publikovala v novinách (Caras y Caretas).
Roku 1916 publikovala první verše v literárním časopise La Nota, který vedl Emin Arslan, a vzápětí vydala svou první básnickou sbírku La inquietud del rosal. Díky tomu se seznámila s okruhem dalších argentinských spisovatelů, zejména José Enrique Rodó a Amado Nervo jí byli blízcí. Její sbírka z roku 1920 nazvaná Languidez získala i některé literární ceny, přesto Alfonsina nakonec odešla do uruguayského Montevidea. Zde se pohybovala v okruhu spisovatelů jakými byli Juana de Ibarbourouová nebo Horacio Quiroga. Učila v Montevideu literaturu na Escuela Normal de Lenguas Vivas a vydávala další sbírky, mezi nimiž vynikla Ocre z roku 1925, mnohem více realistická než v argentinském období a také silně feministická.
Vnitřní neklid (a možná i počínající psychické problémy) a nespokojenost s malým ohlasem na dílo jí nakonec přiměl odejít do Evropy. Zde opět změnila styl a přidala silný erotický nádech, zejména ve sbírkách Mundo de siete pozos (1934) a Mascarilla y trébol (1938). Ani zde se úspěch ale nedostavil, a tak se vrátila do Argentiny, kde roku 1938 spáchala sebevraždu utopením. Romantická legenda tvrdila, že pomalu nakráčela do oceánu a nechala se pohltit vlnami, ve skutečnosti však skočila do moře z vlnolamu.